# Friedhelm Schatz

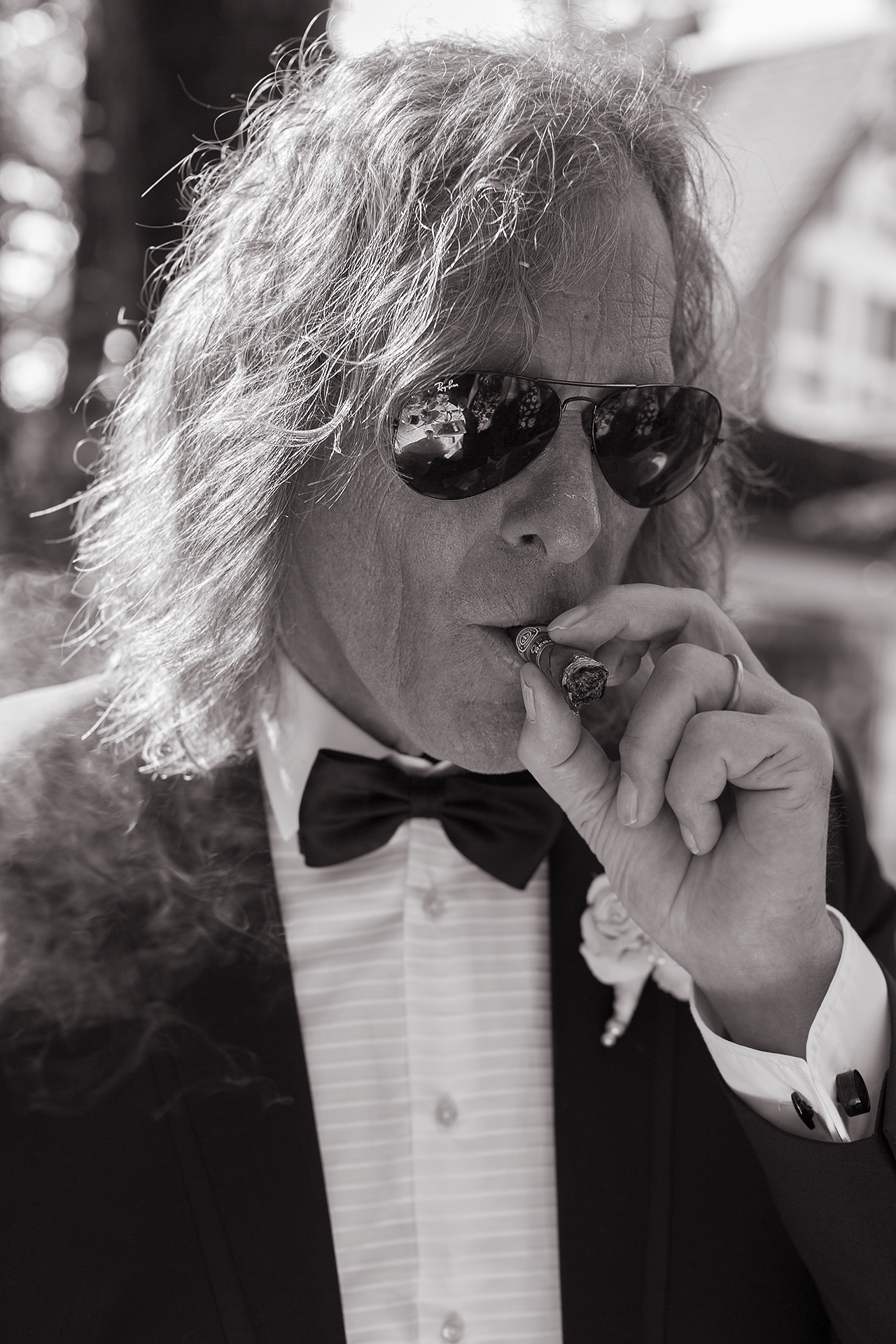
Friedhelm Schatz

Friedhelm Schatz (* 22. September 1951 in Celle) ist ein deutscher Unternehmer und Themenpark-Inhaber. Gemeinsam mit seinem Partner Ekkehard Streletzki gehören ihm der Filmpark Babelsberg, die Metropolis-Halle und der Kostümfundus Babelsberg sowie große Geländeflächen in der Medienstadt, die entwickelt und bebaut werden. Schatz ist außerdem alleiniger Inhaber der Westernstadt El Dorado im uckermärkischen Templin.

## Kindheit, Jugend und Ausbildung
Friedhelm Schatz wuchs mit vier Geschwistern im Umland von Celle in Ahnsbeck auf. Nach einer Fotografenlehre mit Nebenjob bei der Lokalzeitung in Celle sowie einer Ausbildung zum Offizier der Luftwaffe bei der Bundeswehr begann Schatz 1974 als Praktikant bei der Bavaria Film GmbH in München.

## Beruflicher Werdegang
Bis 1988 arbeitete Friedhelm Schatz zunächst als Aufnahmeleiter, später als Produktions-, Herstellungsleiter und Executive Producer bei der Bavaria. In dieser Zeit entstanden unter seiner Mitwirkung in unterschiedlichsten Formen große Produktionen wie Tatort mit Götz George, Auf Achse mit Manfred Krug, Berlin-Alexanderplatz von Rainer Werner Fassbinder und Das Boot von Wolfgang Petersen. Schatz war außerdem beteiligt an der Entwicklung der Bavaria-Studiotour, einem Erlebnispark für Besucher.

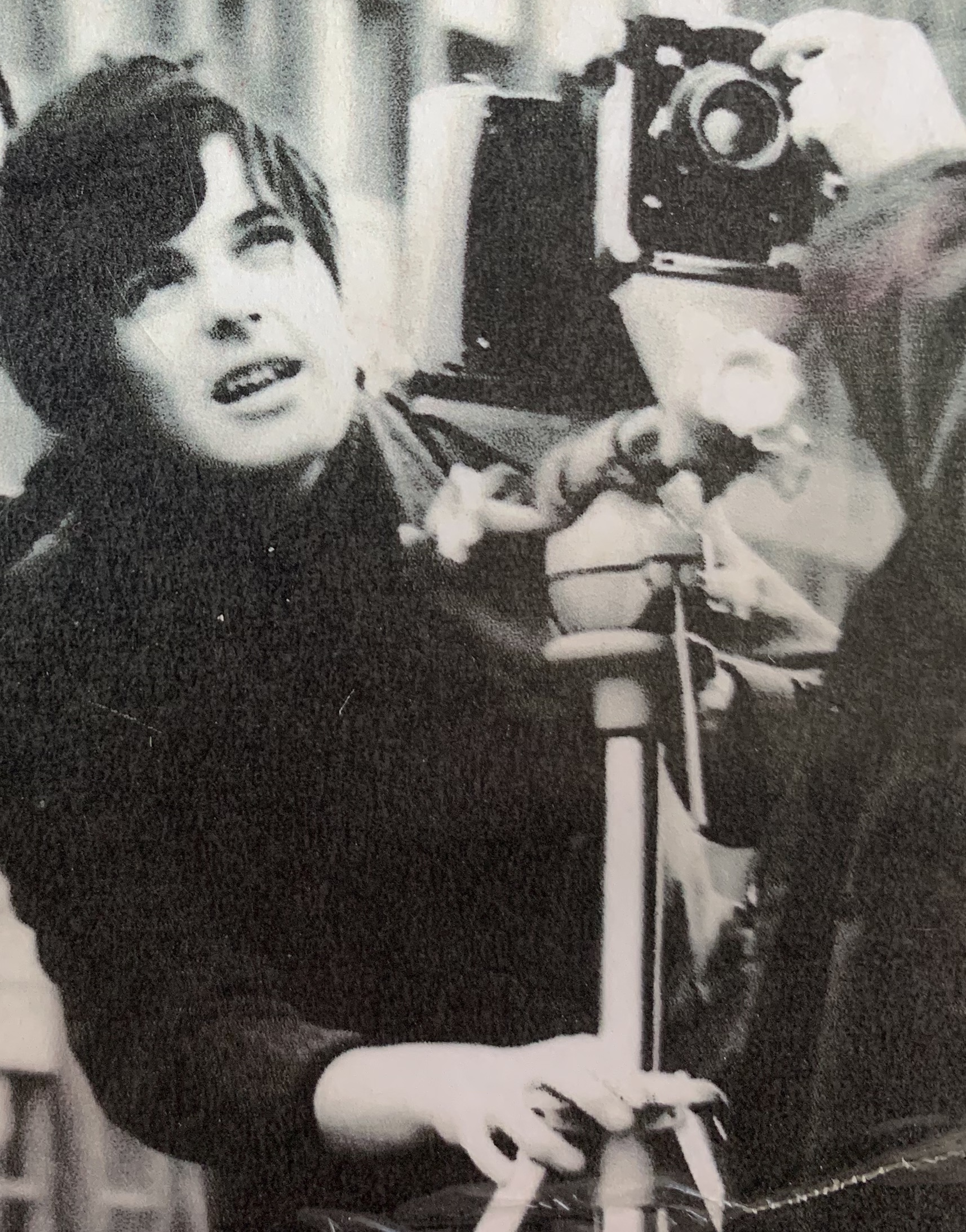
Schatz während seiner Fotografenlehre

Ende der 1980er verließ Schatz die Bavaria und produzierte mit Partnern den 360-Grad-Film „Destination Berlin“ – ein innovatives, visuelles Projekt über das Leben in West-Berlin. Der Dokumentarfilm lief täglich mehrfach in einem eigens dafür entwickelten 360-Grad-Kino. Die dafür gebaute „Blaue Kugel“ stand gegenüber der Gedächtniskirche und wurde später als Fernsehstudio von Sabine Christiansen genutzt.
1993 holte der Regisseur Volker Schlöndorff Schatz als Geschäftsführer für die „Filmerlebnispark Babelsberg Studiotour“ nach Potsdam. Schatz wurde mit der Entwicklung des Themen- und Freizeitparks beauftragt und war bis 1999 Geschäftsführer des Filmparks Babelsberg.
Von 2000 bis 2002 entwickelte er in enger Zusammenarbeit mit der Stadt Potsdam das UNESCO-Weltkulturerbe Krongut Bornstedt. Bis 2004 war Schatz einer der Inhaber der Betreibergesellschaft.
2003 kehrte Schatz in den Filmpark Babelsberg zurück. Gemeinsam mit Hotelier und Unternehmer Ekkehard Streletzki erwarb er den Themenpark und außerdem Baugrundstücke der Medienstadt Babelsberg. In den kommenden Jahren wurde der Filmpark zu einem der erfolgreichsten Film-Themenparks in Europa, mit bis zu 600.000 Besuchern im Jahr.
2005 wurde Schatz Haupt-Gesellschafter des neu gegründeten Senders Radio Teddy, Deutschlands erstem Kinderradio. Nach erfolgreicher Markteinführung zog sich Schatz aus dem Radiogeschäft zurück und hält heute nur noch einen symbolischen Anteil. 2006 erwarb Schatz als alleiniger Inhaber die Westernstadt El Dorado in Templin, ein Themenpark in der Uckermark.
2008 eröffnete Schatz mit seinem Partner Streletzki Potsdams größte Event-Location, die Metropolis-Halle.
Geeignet für bis 5.000 Gäste, fanden in der Metropolis-Halle u. a. die Verleihung des deutschen Medienpreises Bambi sowie der Bundesvision Song Contest statt. 2010 holte Schatz die „Blaue Kugel“ nach Babelsberg zur Erweiterung des Themenpark-Angebotes. 2011 wurde Schatz vorübergehend Aufsichtsratsvorsitzender des SV Babelsberg 03.
2010 bis 2015 war der Filmpark Hauptgesellschafter des Extavium Potsdam einer wissenschaftlichen Mitmach-Welt für Kinder.
2012 übernahmen Schatz und Streletzki den historischen Film- und Fernseh-Kostümfundus Babelsberg. Dieser bietet 500.000 Kostüme und Accessoires aus den vergangenen 100 Jahren deutscher und europäischer Filmgeschichte zum Verleih.
Schatz widmet sich weiterhin der Entwicklung der Medienstadt Babelsberg und eröffnete mit Geschäftspartnern u. a. die FRÖBEL „Kita Am Filmpark“. In Zusammenarbeit mit Jan Kretzschmar von der Firma KW Development entstanden bereits zahlreiche Wohn- und Gewerbeflächen. Ein Sammlungsgebäude für das Potsdamer Filmmuseum und die Filmuniversität ist im Bau. Geplant ist auch ein Kongresszentrum mit angeschlossenem Themenhotel.

## Familie
Friedhelm Schatz lebt mit seiner zweiten Ehefrau in Potsdam-Babelsberg und ist Vater von vier Kindern.

## Auszeichnungen
- 1998: Industrie- und Handelskammer Brandenburg: Unternehmer des Jahres
- 2018: Eintrag in das Goldene Buch der Stadt Potsdam[22]
- 2020: Verdienstorden des Landes Brandenburg (10. Oktober 2020)